# Nury Halmammedov
Nury Halmammedovich Halmammedov (født 20. juni 1938 i Daýna, Kara-Kalinsk distriktet, Turkmenske SSR, død 4. august 1983 i Asjkhabad, Turkmenistan) var en turkmensk komponist og pianist.
Halmammedov studerede komposition og klaver på Moskva musikkonservatorium (1958-1963). Han skrev en symfoni, orkesterværker, kammermusik, opera, klaverstykker, korværker, sange, filmmusik etc. Han hørte til de ledende komponister fra Turkmenistan. Halmammedov modtog flere priser, såsom Turkmenistans statspris "Makhtumkuli" (1983) og "Folkets kunstner (1991).

## Udvalgte værker
- Symfoni nr. 1 (1977) - for orkester
- "Turkmenien suite" (1963) (Symfonisk portræt) - for orkester
- "Persiske motiver" (1969-1971) - for orkester
- Görogly (1974) - opera
- Sonate (1963) for violin og klaver
- "Turkmensk polyfon suite" (1963) - for klaver